# Пегтымельские петроглифы
Пегтымельские петроглифы — древние наскальные рисунки, обнаруженные на Крайнем Севере России. Находятся на Чукотке, в низовьях реки Пегтымель, в районе горного массива Кэйныней.
На рисунках изображены сцены охоты древних людей на оленей, морская охота и изображения людей с грибовидными фигурами над головой. Детально они показаны в фильме 2023 года «Петроглифы Пегтымеля: Наскальное искусство Чаун-Чукотки», который подготовили сотрудники Центра палеоискусства Института археологии РАН. 

## История открытия и исследования
Впервые петроглифы на Чукотке были обнаружены в 1965 году геологической партией Н. М. Саморукова. При этом точного местонахождения артефакта зафиксировано не было и повторное посещение объекта участниками экспедиции оказалось неудачным.
В июле 1967 года в предполагаемое место была отправлена археологическая экспедиция под руководством Н. Н. Дикова, которая сразу обнаружила искомый объект. Причём найденные рисунки оказались не теми, что нашли геологи. Новых рисунков оказалось намного больше, а их содержание — разнообразнее, чем при первом обнаружении. В следующем, 1968 году, второй экспедицией археологов были полностью исследованы все обнаруженные петроглифы, а также была найдена и обследована поздненеолитическая стоянка. Возраст находки был определён в период с I тысячелетия до н. э. по конец I тысячелетия н. э. Были установлены границы археологического памятника, который поставили под государственную охрану.
В 2005—2008 годах было найдено около 170 рисунков, сюжеты которых не соответствовали обнаруженным ранее. Тогда же появилось предположение о другом, гораздо более позднем возрасте памятника — XVII—XIX вв. В 2008 году были проведены опытные аварийно-восстановительные работы по сохранению наскальных рисунков в их природных условиях. 
В 2021—2022 годах Институтом археологии РАН были организованы экспедиции на петроглифический памятник, целью которых стало документирование объекта с применением современных технологий, ГИС и 3D-моделирования (руководители экспедиций — Е. С. Леванова, Л. Л. Бове). Трёхмерное моделирование осуществлялось как для поверхностей с петроглифами, так и для всего скального обрыва с целью построения трёхмерной карты местонахождения. В ходе работ также были зафиксированы как утраты некоторых уже известных рисунков, так и обнаружены некоторые новые изображения. 

## Современное состояние
По состоянию на 2018 год, петроглифам угрожает природное и антропогенное воздействие. Часть скалы рухнула вниз к реке, в результате чего каменные блоки с изображениями оказались под слоем речных и оползневых отложений, заросли мхом и лишайником. Уцелевшие рисунки подвергаются вандализму. 
В 2019 году упоминались планы выдвинуть петроглифы на включение в список объектов всемирного наследия ЮНЕСКО.